# Jean-Baptiste-Louis Franquelin

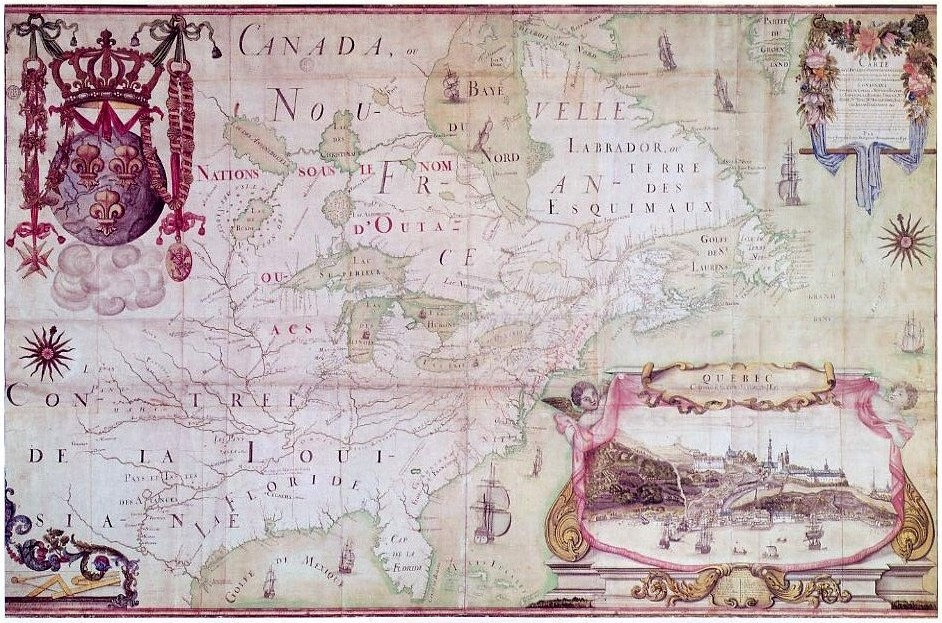
Mapa de América septentrional, 1688

Jean-Baptiste-Louis Franquelin (Saint-Michel de Villebernin, 1650 – Francia, después de 1712), conocido por el nombre de Jean-Louis Franquelin, fue un cartógrafo, hidrógrafo real y profesor de navegación francés, recordado por haber sido el primer cartógrafo oficial de Canadá que dibujó, entre 1674 y 1708, más de 50 atractivos mapas de la nueva Francia.

## Biografía
Jean Louis Franquelin nació en Francia en 1651 en Saint-Michel Villebernin, hoy Palluau-sur-Indre, en Indre. Murió en Francia después de 1712.
Franquelin fue por vez primera a Nueva Francia en 1671 para realizar actividades comerciales. El gobernador Frontenac notó su talento y lo reclutó para que realizase nuevos mapas y cartas de Canadá.
Franquelin puso por escrito las exploraciones de Louis Jolliet y de Cavelier de La Salle entre 1674 y 1684. El rey le nombró hidrógrafo real en 1688. Regresó a Francia en 1692 para completar una serie de mapas de la costa de Nueva Inglaterra. Su esposa, Elizabeth Auber, y diez de sus trece hijos murieron cuando el barco que les transportaba naufragó en 1693. Conservó sus títulos oficiales relativos a Canadá desde 1686 a 1697 y de nuevo desde 1701 a 1703. Sin embargo, desde 1694 hasta 1707, trabajó para el ingeniero militar  Vauban y no volverá más a Canadá.

## Reconocimientos
La municipalidad quebequesa de Franquelin, en la Côte-Nord, fue nombrada en su honor.·